# Мехмед Камиль-паша
Мехмед Камиль-паша (тур. Mehmed Kâmil-paşa, 1833—1913), также известный как Кыбрыслы Мехмед Камиль-паша («Мехмед Камиль-паша с Кипра»), Камиль-паша и Кямиль-паша — государственный деятель Османской империи, четырежды занимавший пост великого визиря.

## Биография
Родился в 1833 году в Лефкоше на Кипре, турок-киприот. В 1851 году сопровождал сына египетского хедива на Всемирную выставку в Лондон. Эта поездка на всю жизнь сделала Камиль-пашу англофилом.
После десяти лет пребывания в Египте, в 1860-х Мехмед Камиль перешёл на сторону Османской империи, где занимал различные посты: был губернатором Восточной Румелии, Герцеговины, Косово, неоднократно становился великим визирем.
Вскоре после младотурецкой революции 1908 года Мехмед Камиль стал ключевой фигурой т. н. «либеральной оппозиции». В 1912 году, после свержения режима младотурок, он стал великим визирем в новом, либеральном правительстве. Однако поражение страны в Первой Балканской войне привело к тому, что младотурки снова смогли прийти к власти: 23 января 1913 года группа офицеров во главе с Энвер-беем ворвалась в зал заседаний правительства и расстреляла военного министра Назым-пашу, вынудив правительство немедленно уйти в отставку. Камиль-паша был помещён под домашний арест и гласный надзор полиции. Чтобы спасти его жизнь, лорд Китченер пригласил его к себе в Каир, где Камиль-паша провёл три месяца, после чего решил дожидаться лучших времён на родном Кипре. Так как вскоре после этого в Стамбуле был убит новый великий визирь Махмуд Шевкет-паша (возможно, в качестве мести за убийство Назыма-паши), правительство начало преследовать всех известных оппозиционеров, и семья Камиль-паши предпочла покинуть Стамбул и тоже переехать на Кипр.
Мехмед Камиль-паша неожиданно скончался от приступа 14 ноября 1913 года на острове Кипр.